# Touffreville, Eure
 Touffreville  là một xã thuộc tỉnh Eure trong vùng Normandie miền bắc nước Pháp.